# Ponte Sublício
Ponte Sublício (em latim: Pons Sublicius; em italiano:  Ponte Sublicio), conhecida também como Ponte Aventino ou Ponte Marmórea (Ponte Marmoreo), é uma ponte em Roma ligando a Piazza dell'Emporio a Piazza di Porta Portese. Reconstruída muitas vezes, é a mais antiga ponte conhecida da Antiga Roma, atravessando o Tibre no Fórum Boário ("fórum do gado"), abaixo da ilha Tiberina, perto do sopé do monte Aventino. Segundo a tradição, sua construção foi ordenada por Anco Márcio por volta de 642 a.C., mas esta é uma data aproximada, pois não existem registros sobre sua construção. Segundo o relato, Márcio desejava ligar o recém-fortificado Janículo, do lado etrusco, com o resto da cidade de Roma, complementando a balsa que já fazia a travessia. A ponte era também parte de um programa de obras públicas que incluíram a construção de um porto em Óstia, na época uma salina.

## Construção
Conta a lenda que a ponte era inteiramente feita de madeira. Seu nome deriva do latim "pons" ou "pontis" ("ponte") e o adjetivo "sublicius" ("assentada em estacas"), da mesma raiz que "sublicae" ("estaca"). Como "sublica" significava "palito", "sublicae" sugere estacas pontudas: ou seja, a ponte estava apoiada sobre estacas pontudas enfiadas no leito do rio. Os engenheiros de Júlio César utilizaram este mesmo método para atravessar o Reno.
A ponte passou por diversas restaurações e reconstruções (60 a.C., 32 a.C., 23 a.C., 5 d.C. e 69 d.C.), novamente sob Antonino Pio (r. 138–161) e provavelmente também por ordem dos imperadores Trajano (r. 98–117), Marco Aurélio (r. 161–180) e Septímio Severo (r. 193–211). A data do desaparecimento da estrutura original é desconhecida, mas foi depois da Antiguidade Clássica. A Via Latina seguia por cima dela e se conectava à Via Cássia, uma estrada construída sobre uma antiga estrada etrusca que levava a Veios. A ponte era um lugar preferido por mendigos, que sentavam ali para pedir esmolas, um costume que deu origem à expressão latina "aliquis de ponte" para designar um mendigo.
A ponte ficava abaixo da Ponte Emília, uma boa ponte de pedra com a qual ela é por vezes confundida. Entre as duas, a Cloaca Máxima ("Grande Esgoto") desembocava no Tibre.
A tradição religiosa (derivada da necessidade de rápido desmonte de qualquer ponte por motivos defensivos) prescrevia que nenhum outro material além de madeira deveria ser utilizado em sua construção. Ela era considerada sagrada (o termo "pontífice" é derivado do termo latino "pontifex" que, por sua vez, deriva de "pons") e cerimônias muito antigas eram realizadas no local, entre elas o sacrifício dos argeus (que eram bonecos de palha, provavelmente reminiscentes de antigos sacrifícios humanos) durante a cerimônia conhecida como Lemúria.

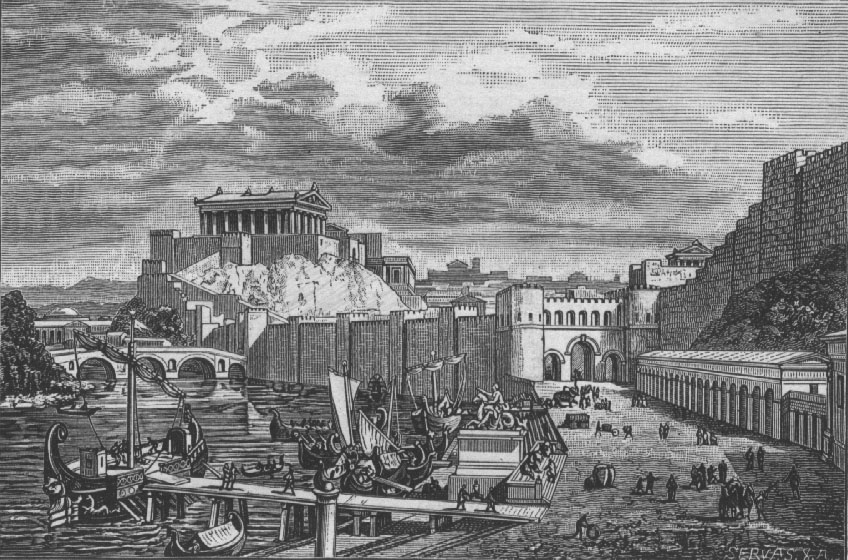
Roma na era republicana, por Friedrich Polack (1896)

No desenho de Friedrich Polack (publicado em 1896) da Roma republicana, a ponte de estacas aparece incorretamente como um pier de estacas. Presume-se que alguma estrutura ainda existia ali antes de 1896 e foi incorretamente identificada. O observador está na Via Ostiense, de costas para o sopé do Aventino e o rio corre em sua direção. A ponte de pedra em destaque é a  Ponte Emília. A Muralha Serviana corre ao longo da margem do rio e é atravessada pela Porta Trigêmina (as três passagens são visíveis) e segue até o monte Palatino. Além do portão está o Fórum Boário e, em primeiro plano, estão as docas (Navália).
É altamente improvável que o pier que consta no desenho tenha existido, pois qualquer navio amarrado ali, como no desenho, ficaria muito instável na força total da corrente. Além disso, os mastros teriam que ser baixados para a passagem sob as pontes. 
A abertura da Cloaca Máxima está entre as docas e a ponte de pedra. Além dela, é possível identificar o Templo de Esculápio na ilha Tiberina. Com vista para a cena toda está o Capitolino, com o Templo de Júpiter Capitolino sobre ele. A elevação do outro lado da ponte de pedra é o Janículo.

## Histórias

### Horácio Cocles na ponte

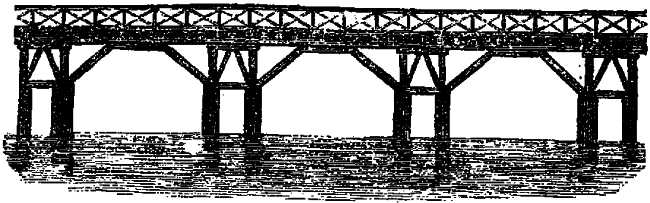
Reconstrução da antiga ponte, por Luigi Canina (1891)

A lenda de Horácio Cocles na ponte aparece em muitas obras clássicas, principalmente em Tito Lívio. Depois da queda da monarquia romana, em 509 a.C., o exílio da família real e do rei Lúcio Tarquínio Soberbo, e a fundação da República Romana, Tarquínio buscou ajuda militar para reconquistar o trono junto ao rei etrusco de Clúsio, Lars Porsena, que liderou seus exércitos contra Roma no ano seguinte. A batalha correu mal para os romanos e o exército etrusco apareceu na cabeceira da ponte e os romanos inicialmente recuaram. Porém, Horácio, com a ajuda de Espúrio Lárcio e Tito Hermínio Aquilino, tentou ganhar tempo e interromper o ataque defendendo a outra extremidade da ponte enquanto os soldados romanos derrubavam-na.

### Caio Graco na ponte
A Ponte Sublício é também a ponte para a qual Caio Graco fugiu quando foi atacado por seus adversários. Dois de seus amigos tentaram barrá-los na ponte, mas foram mortos. Graco morreu de forma violenta logo depois, numa ravina próxima. Os cidadãos romanos comemoraram a fuga, mas não se atreveram a ajudá-lo. Pelo caminho escolhido para a fuga, Caio provavelmente tinha a intenção de utilizar os poderes mágicos atribuídos à ponte, mas não teve sucesso.

## Restos

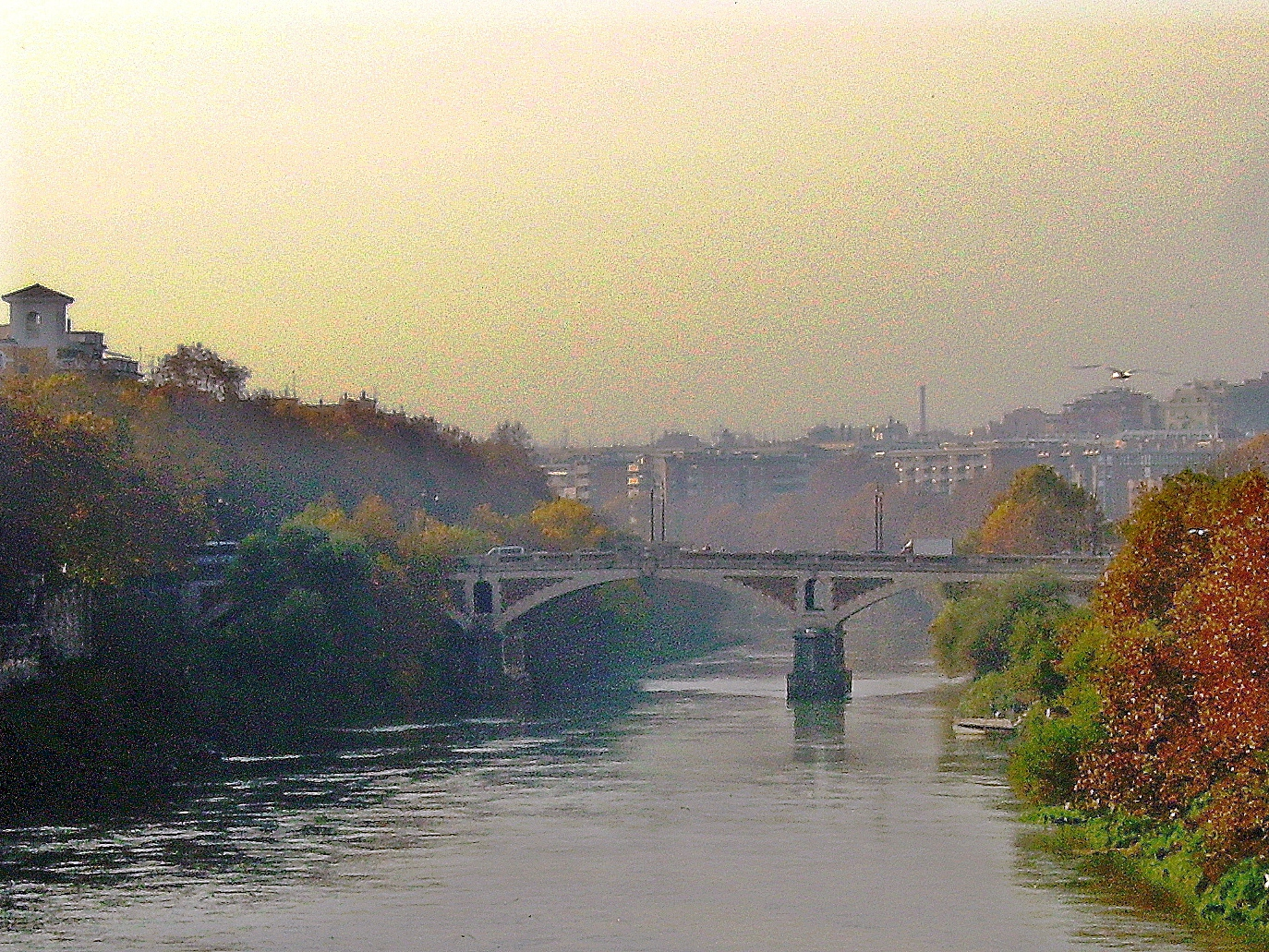
Moderna Ponte Sublício, construída no mesmo local da antiga.

O periódico "Papers of the British School at Rome" (volume 72, 2004) publicou um artigo de Pier Luigi Tucci, "EIGHT FRAGMENTS OF THE MARBLE PLAN OF ROME SHEDDING NEW LIGHT ON THE TRANSTIBERIM", no qual ele alega que os fragmentos 138a–f e 574a–b da Forma Urbis, uma planta em mármore de Roma na época de Septímio Severo, mostra a margem direita do Tibre, do lado oposto do Aventino. Uma estrada aparece ali, que acreditava-se antigamente que atravessava o rio na Ponte Emília, mas que, na Forma, parece cruzar outra ponte, os últimos resquícios da qual foram removidos no final do século XIX, durante obras de prevenção a enchentes. Acredita-se que seja a Ponte Sublício. 

## Ponte atual
A ponte atual, de mesmo nome que a antiga, foi construída em 1918 com base num projeto de Marcello Piacentini.